# Pristimantis paisa
Pristimantis paisa är en groddjursart som först beskrevs av Lynch och Ardila-Robayo 1999.  Pristimantis paisa ingår i släktet Pristimantis och familjen Strabomantidae. IUCN kategoriserar arten globalt som livskraftig. Inga underarter finns listade i Catalogue of Life.